# خانية أستراخان
خانية أستراخان (خانية حاج ترخان) دولة إقطاعية تتارية مسلمة ظهرت بعد انهيار القبيلة الذهبية. وجدت الخانية في القرنين الخامس عشر والسادس عشر في المنطقة المتاخمة لمصب نهر الفولغا، حيث تقع الآن مدينة أستراخان/حاج ترخان المعاصرة. خاناتها كانوا من نسل توقا تيمور، الابن الثالث عشر لجوجي خان وحفيد جنكيز خان.